# Ciclo de Cataguases
O Ciclo de Cataguases foi um período de intensa produção  cinematográfica brasileira iniciada na década de 1920 na cidade mineira de Cataguases.
O ciclo revelou vários nomes: os diretores Humberto Mauro e Pedro Comello (também fotógrafo), o produtor Humberto Cortes Domingues, o fotógrafo Edgar Brasil e as atrizes Eva Nil e Nita Ney. São também dessa época as produtoras Sul América Film, Atlas Film e Phebo Brasil Film.
Decepcionados com a programação dos cinemas da época, essencialmente norte-americana, Humberto e Pedro Comello resolveram estudar técnicas para realização de filmes e produzir filmes brasileiros.
O primeiro filme dessa associação foi Valadião, o Cratera. A característica inovadora dessa película foi o fato de as perfurações passarem no meio dos fotogramas, liberando toda a largura do filme (9,5 mm) para a imagem.
O ciclo se encerrou com Sangue Mineiro (1929), quando Humberto Mauro mudou-se para o Rio de Janeiro, onde realizaria Lábios sem Beijos (1930).